# Lotos

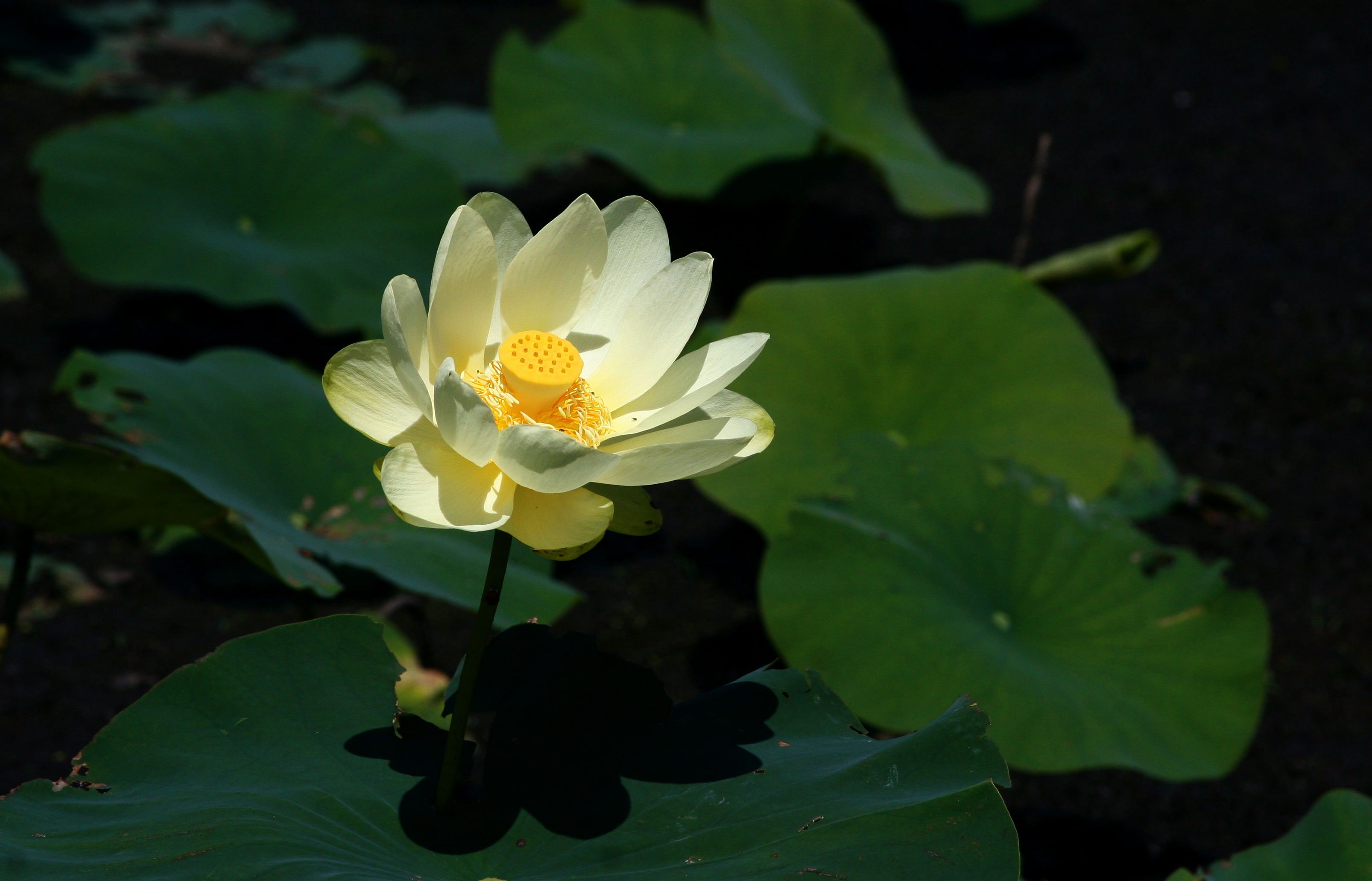
Lotos żółty

Lotos  (Nelumbo Adans.) – rodzaj roślin z rodziny lotosowatych. Należą do niego dwa gatunki – lotos orzechodajny N. nucifera występujący w południowej Rosji, Azji południowej, wschodniej i południowo-wschodniej oraz północno-wschodniej Australii oraz lotos żółty N. lutea rosnący od Kolumbii w Ameryce Południowej, poprzez Antyle i Amerykę Środkową po wschodnią część Ameryki Północnej. 
Jest jedną z roślin, które w starożytnej taksonomii ludowej opisywano jako lotos, a dokładniej „lotos wodny”. Lotos orzechodajny odgrywa ogromną rolę w południowo- i wschodnioazjatyckiej kulturze, sztuce i religii. W starożytności znany także i uprawiany w basenie Morza Śródziemnego. Owoce bogate w skrobię są spożywane surowe, po ugotowaniu i uprażeniu. Kłącza tego gatunku spożywane są jako jarzyna. Rośliny uprawiane są jako ozdobne (tylko w Chinach znanych jest ok. 600 kultywarów). Liście służą do opakowywania żywności, a włókna z ogonków liściowych służą do wyrobu tekstyliów.

## Morfologia
Wieloletnie byliny wodne o sezonowych liściach. Z wyglądu podobne są do grzybieni, jednak u lotosów ponad powierzchnię wody wzniesione są nie tylko kwiaty, ale również liście. Liście są pokryte woskowym nalotem i są niemal okrągłe. Kwiaty wonne, wyrastające pojedynczo na długich szypułkach. Kwiaty obupłciowe posiadają 200–400 pręcików otaczających słupek. Nasiona (orzeszki) są niezwykle długowieczne. Odkryte w Japonii nasiona lotosów liczące około 2 tysięcy lat wykiełkowały, a otrzymane z nich rośliny zakwitły.

## Systematyka
Ze względu na zewnętrzne podobieństwo rośliny te zaliczano dawniej do grzybieniowatych Nymphaeaceae. W nowszych systemach klasyfikacyjnych rodzaj wyodrębniany jest w randze rodziny lotosowatych Nelumbonaceae w rzędzie srebrnikowców Proteales.
Wykaz gatunków
- lotos orzechodajny (Nelumbo nucifera Gaertn.) – Azja
- lotos żółty (Nelumbo lutea Willd.) – południowo-wschodnie stany Stanów Zjednoczonych, Ameryka Środkowa i Wyspy Karaibskie

Gatunek wymarły – Nelumbo aureavallis odkryto w osadach dolnoeoceńskiej (iprez) formacji Golden Valley (ang. Golden Valley Formation) (USA).

## Zastosowanie
Jadalne są bogate w skrobię orzeszki i kłącze, w kuchni chińskiej także rozszerzone dno kwiatowe. Lotosy są też uprawiane w zbiornikach wodnych jako rośliny ozdobne. Wykorzystywane są także jako rośliny lecznicze.